# Anastasio Somoza García
Anastasio Somoza García (San Marcos, 1º febbraio 1896 – León, 29 settembre 1956) è stato un politico, generale e dittatore nicaraguense, presidente del Nicaragua dal 1º gennaio 1937 al 1º maggio 1947 e dal 21 maggio 1950 al 29 settembre 1956. Egli iniziò la dinastia dei Somoza, che continuò con Luis Somoza Debayle (1922-1967) e finì con Anastasio Somoza Debayle (1925-1980), deposto dalla rivoluzione sandinista nel 1979.

## Biografia
Anastasio Somoza nacque nel 1896 da una famiglia agiata ed entrò nel 1914 nell'esercito, percorrendo una rapida carriera che lo portò ad essere sergente, maresciallo, sottotenente, tenente, maggiore, colonnello e generale nel 1932. Aveva solo 36 anni. Come capo della Guardia Nacional, nel 1934 ordinò l'uccisione del rivoluzionario Augusto César Sandino, capo della lotta armata contro l'occupazione statunitense del Nicaragua. Nel 1936 prese il potere tramite un colpo di Stato, assumendo il titolo di presidente con poteri straordinari ed eliminando gli oppositori.
Appena salito al potere Somoza fece alcune riforme con cui si abolivano i partiti, veniva sciolto il parlamento, venivano annullate le elezioni, si dava al capo dello stato la facoltà di scegliere il successore. La dittatura condusse anche una notevole persecuzione degli attivisti comunisti e le vittime sotto la dittatura di Somoza raggiunsero - secondo stime attendibili - il numero di 15-20 000. Il culto della personalità sotto Somoza non fu molto alto, ma prevalse comunque una forte forma di nepotismo. In effetti, Somoza affidò incarichi importanti al figlio Luis, nominandolo negli anni quaranta suo successore.
Anche se il suo governo fu repressivo e corrotto, gli Stati Uniti lo videro come un baluardo dell'anti-comunismo e una garanzia di stabilità nella regione. Secondo una voce comune, il Presidente statunitense Franklin Delano Roosevelt avrebbe detto una volta ai suoi consiglieri: "sarà anche un figlio di puttana, ma è il nostro figlio di puttana". Secondo lo storico David Schmitz, tuttavia, ricercatori e archivisti che hanno cercato negli archivi della Franklin D. Roosevelt Presidential Library non hanno mai trovato prove dell'esistenza di questa affermazione.
Questa frase è apparsa per la prima volta nel numero del 15 novembre 1948 del Time Magazine e venne successivamente ripresa in una trasmissione del 17 marzo 1960 all'interno del notiziario della CBS intitolato Trujillo: ritratto di un dittatore. In tale edizione si asseriva tuttavia che Roosevelt avrebbe pronunciato questa frase riferendosi a Rafael Leónidas Trujillo, dittatore della Repubblica Dominicana. Si deve inoltre considerare che questa frase è stata attribuita ad un certo numero di amministrazioni presidenziali degli Stati Uniti relativamente a diversi dittatori di altri paesi.
Si deve pertanto ritenere che questa attribuzione sia apocrifa. Secondo Andrew Crawley, la voce sarebbe stata diffusa da Somoza stesso. Secondo altre fonti, la frase sarebbe da attribuire a Cordell Hull, Segretario di Stato di Roosevelt; altre ancora danno la partenità della locuzione al diplomatico Henry Kissinger. Il 21 settembre 1956, a León, il poeta Rigoberto López Pérez (celebrato oggi in Nicaragua come eroe nazionale) sparò a Somoza, che morì il 29 settembre, all'età di sessant'anni. Gli successe il figlio trentaquattrenne Luis.

### Matrimonio e famiglia
Anastasio Somoza sposò Salvadora Debayle Sacasa, che proveniva da una delle famiglie più ricche e potenti del Nicaragua, nel 1919. Ebbero due figli, Luis Somoza Debayle e Anastasio Somoza Debayle e una figlia, Lillian Somoza de Sevilla Sacasa.